# Erioptera ensifera
Erioptera ensifera är en tvåvingeart som beskrevs av Alexander 1930. Erioptera ensifera ingår i släktet Erioptera och familjen småharkrankar.
Artens utbredningsområde är Taiwan. Inga underarter finns listade i Catalogue of Life.